# Strip poker
Strip poker je inačica kartaške igre poker u kojem pravila nalažu da igrači ove igre skinu komad svoje odjeće zavisno o ishodu igre, po dogovoru između sudionika. Ova igra je također pretvorena u videoigru, i često je ovo bila prva igra na mnogim računalima.  Danas se ta igra u virtualnom obliku moze naći na internetu.